# Fédération des industries mécaniques
Pour les articles homonymes, voir FIM.
La Fédération des Industries Mécaniques (FIM) est une fédération industrielle rassemblant 19 syndicats professionnels dans le domaine de la mécanique.
Elle représente les intérêts des 11 700 entreprises de plus de 10 salariés du secteur, réparties entre la transformation et le travail des métaux, l’équipement (fabrication de machines et équipements de production pour tous les secteurs industriels) et la précision (fabrication d’équipements médicaux, de précision et d’optique).
La Fédération des industries mécaniques (FIM) a pour mission d’assurer aux entreprises qu’elle représente un cadre favorable à leur croissance et à leur compétitivité. Elle les accompagne dans leur modernisation et valorise l’image des industries mécaniques et de leurs métiers. Elle intervient aux niveaux européen, national et territorial.

## Historique
Les origines de la Fédération des industries mécaniques remontent à 1840, lorsque les dirigeants des principales entreprises (Adolphe Schneider, Ernest Goüin, François Calla, François Cavé, Pierre Decoster, Farcot, Charles Derosne, Antoine Pauwels) de constructions mécaniques se rassemblèrent pour former l’Union des constructeurs. Son but était de « faire valoir auprès des Chambres, de l’Administration et de l’opinion publique les mesures les plus appropriées pour assurer le développement de leurs industries en France ». Entre 1870 et 1914, l’essor des industries mécaniques entraîna un fort développement des activités de l’Union des constructeurs, devenue Syndicat des mécaniciens, chaudronniers et fondeurs de France.
La Première Guerre mondiale, en soulevant de graves problèmes relatifs à l’exécution des marchés d’armement et aux approvisionnements en produits métallurgiques, renforça l’organisation et son action syndicale.
Entre les deux guerres, le Syndicat des mécaniciens, chaudronniers et fondeurs devient le Syndicat des industries mécaniques de France (SIMF) et poursuit une carrière féconde en résultats, représentant et défendant avec autorité les intérêts des professions mécaniques.
Pendant l’Occupation, le syndicat fut éclipsé par les comités d’organisation mis en place par le gouvernement de Vichy.
La reprise des activités syndicales au lendemain de la Libération donna lieu à une nouvelle transformation et l’ancien groupement de la mécanique devient une union de chambres syndicales sous la dénomination de Syndicat général des industries mécaniques et transformatrices des métaux.
En 1954, ce syndicat change de nom pour devenir la Fédération des industries mécaniques et transformatrices des métaux (FIMTM). En 1991, la FIM fait construire la Maison de la mécanique à La Défense (Courbevoie) et y emménage. Elle simplifie son nom et s’appelle désormais la Fédération des industries mécaniques (FIM).

## Missions
La FIM est le porte-parole des industries mécaniques auprès des pouvoirs publics nationaux et européens. Elle définit des positions et des actions communes sur les principaux sujets économiques d’actualité et dégage les axes d’une politique industrielle volontariste et responsable au travers de ses notes d’orientations et de positions.
Elle effectue une veille sur les marchés des industries mécaniques qui permet aux industriels adhérents d’anticiper l’évolution de leur activité.

## Organisation
La direction générale de la FIM est assurée par Philippe Contet. L’équipe de direction est constituée d’experts dans les domaines juridique, fiscal, environnemental, statistique.
La présidence est assurée par Henri Morel.
La FIM fédère 19 syndicats professionnels adhérents : 
- ARTEMA (Syndicat des industriels de la mécatronique)
- AXEMA (Union des industriels de l’agro-équipement)
- EVOLIS (Syndicat des équipements d’origine mécanique : pompes, agitateurs, compresseurs et robinetterie, manutention, construction et infrastructure)
- FABRILABO (Chambre syndicale des Fabricants de matériel de Laboratoire)
- FFF (Fédération Forge Fonderie)
- FFMI (Fédération des Métiers de l'Incendie)
- FIM - AC (Syndicat des abrasifs et carbures)
- FIM Métaux en Feuilles (Découpage, emboutissage)
- FIM Ressorts (Syndicat des ressortiers)
- SIBCO (Syndicat national des industriels de boîtes aux lettres et colis)
- Syndicat des entreprises de métrologie
- SNCT (Syndicat National de la Chaudronnerie, Tuyauterie et Maintenance industrielle)
- SNDEC (Syndicat national du décolletage)
- SNITEM (Syndicat National de l'Industrie des Technologies Médicales)
- SYNEG (Syndicat national des fabricants d'équipements pour les grandes cuisines)
- UITS (Union des Industries des Technologies de Surfaces)
- UNICLIMA (Syndicat des industries thermiques, aérauliques, et frigorifiques)
- UNIQ (Union nationale des industries de la quincaillerie)
- UNITAM (Syndicat des fabricants d’articles culinaires et des arts de la table)

La FIM est membre de France Industrie, du Groupe des Fédérations industrielles, du MEDEF, de la CPME et de l’Alliance pour l’Industrie du Futur en France et de l’Orgalim (European Engineering Industries Association) en Europe ,,.

## Chiffres clés
La mécanique française représente 120 milliards d’euros de chiffre d’affaires et occupe le 6e rang mondial. Elle est constituée de 11 700 entreprises composées de 10 salariés et plus, dont plus de 95 % sont des  Petites et Moyennes Entreprises (PME). L’industrie mécanique, avec 602 500 salariés, se place au rang de premier employeur de France.

## Liste des présidents
- 1840- : Antoine Pauwels
- 1842-1845 : Christophe François Calla
- 1845-1847 : Antoine Stanislas Casimir Chapelle
- 1847-1853 : Ernest Goüin
- 1862-1863 : Fauconnier
- 1864-1865 : Gautron
- 1866-1869 : Armand Lainé
- 1869-1871 : Eugène Pihet
- 1871-1879 : Louis-Xavier Gargan
- 1879-1882 : Victor Gueldry
- 1883-1886 : Étienne Feray
- 1886-1889 : Arthur Liébaut
- 1889-1891 : Charles Herscher
- 1891-1894 : Louis Delaunay-Belleville
- 1894-1897 : Édouard Plichon
- 1897-1900 : Édouard Bourdon
- 1900-1903 : Fernand Dehaitre
- 1903-1906 : Jules Leblanc
- 1906-1920 : Jules Niclausse
- 1920-1923 : Henri Ernault
- 1923-1936 : Pierre-Ernest Dalbouze
- 1936-1940 : Paul Chaleil
- 1940-1943 : Jules Quantin
- 1943- : Alban de Canisy
- 1950- : Albert Métral

### FIM
- 1956-1972 : François Peugeot
- 1972-1981 : Philippe Brunel
- 1981-1987 : Roland Koch
- 1987-1993 : Alain Banzet
- 1993-2002 : Martine Clément
- 2002-2010 : Yvon Jacob
- 2010-2016 : Jérôme Frantz
- 2016-2019 : Bruno Grandjean
- 2019- : Henri Morel[6]

## Lobbying
La FIM indique à la Haute autorité pour la transparence de la vie publique (HATVP), pour l’année 2018, des dépenses de lobbying d’un montant inférieur à 10 000 euros.

## Sources
- Henry Coville, Le syndicat des industries mécaniques : Cent ans d'action syndicale (1840-1940), Paris, Imprimerie L. Hardy, 1944